# Trézéguet
Mahmúd Ahmed Ibrahim Hasan (* 1. října 1994), známý jako Trézéguet (arabsky تريزيجيه), je egyptský fotbalista, který hraje jako útočník za egyptský klub Al-Ahly a za egyptskou reprezentaci. Jeho přezdívka pochází od bývalého francouzského fotbalisty Davida Trézégueta, poté, co si jeho bývalý trenér v mládežnickém týmu všiml podobnosti ve stylu hry a vzhledu mezi nimi.
Svou kariéru zahájil v Al-Ahly, v 18 letech se dostal do A-týmu a pomohl mu vyhrát Ligu mistrů CAF 2011/12 a 2012/13. V roce 2016 přestoupil po hostování do belgického Anderlechtu. V A-týmu se mu však nedařilo prosadit a dvě sezóny strávil na hostování, nejprve v belgickém Royal Excel Mouscron a později v tureckém Kasımpaşa SK. Jako hráč Kasımpaşa SK se stal egyptským fotbalistou, který vstřelil nejvíce gólů v jedné sezóně nejvyšší turecké soutěže, což klub přimělo k tomu, aby s ním roce 2018 podepsal smlouvu. Trézéguet později hrál v Aston Villa FC, İstanbul Başakşehir FK, Trabzonsporu a v Al-Rayyan SC, než se v roce 2025 vrátil do Al-Ahly.
Trézéguet reprezentoval Egypt v kategoriích do 20 a 23 let, za seniorskou reprezentaci debutoval v roce 2014, v 19 letech, v přátelském utkání proti Keni. Byl nominován do týmu pro Mistrovství světa ve fotbale 2018, kde odehrál všechny tři zápasy skupinové fáze.